# 南京总统府
南京总统府位於今中国大陆江苏省南京市玄武区梅园新村街道长江路292号（原南京市林森路），是明朝汉王府、清朝两江总督署和太平天国天王府遗址，1912年为中华民国临时大总统府，孙中山在此宣誓就职中华民国临时大总统。1927年至1937年、1945年至1948年间为中华民国國民政府办公地，1948年5月至1949年4月为中華民國總統府，中華人民共和國成立後，直至1980年代為江苏省人民政府等单位机关办公地。2003年3月改设南京中国近代史遗址博物馆，2004年被评为国家AAAA级旅游景区。
1982年以“太平天国天王府遗址”名义纳入第二批全国重点保护文物单位，2013年以“孙中山临时大总统府及南京国民政府建筑遗存”纳入第七批全国重点文物保护单位。
南京总统府是中国近代建筑遗存中规模最大、保存最完整的建筑群之一，也是南京民国建筑的主要代表之一。

## 历史沿革

### 元末明初─歸德侯府
南京总统府所在地最早为明朝初年陈友谅之子歸德侯陈理的歸德侯府。明洪武五年（1372年），陈理全家被流放高丽。

### 明永樂年間─漢王府
明成祖次子朱高煦永樂二年（1404年）進封汉王，在歸德侯府建漢王府。永樂十五年（1417年）朱高煦就藩济南府樂安州，汉王府迁至乐安州。

### 清─兩江總督府、康乾巡幸行宮
清朝時改为兩江总督署，与江寧織造署隔街相望，康熙帝、乾隆帝下江南均以此为行宮；此地今存“大行宫”地名。兩江总督管辖富庶的江苏、安徽、江西三省，是极有权势的封疆大吏，林則徐、曾國藩、李鴻章、劉坤一、沈葆楨、左宗棠、張之洞、端方等皆在此任兩江總督。

### 太平天國─天王府
1853年，太平天國在南京定都後，洪秀全将总督署改建为宏大奢华的天王宮，史称天王府。清軍攻破南京後，曾國藩下令将天王府彻底焚毁，1870年重建符合封建礼制的兩江總督署。

### 中華民國臨時政府─臨時大總統府
1911年辛亥革命爆发，次年1月1日中華民國成立，孫中山在这里就任中華民國臨時大總統，改原两江总督署为臨時大總統府。4月孙中山卸任后，改为南京留守府。

### 北伐統一後─國民政府
1927年，國民政府定都南京，此地為辦公廳舍。1937年抗日战争爆发，11月国民政府迁往重庆。12月13日日军攻占南京。1938年3月28日梁鸿志等人在这里成立中华民国维新政府傀儡政权，1940年3月和另一傀儡政权北京中华民国临时政府并入汪精卫的南京国民政府。1945年第二次世界大战结束后，该傀儡政府改组为南京临时政务委员会，后宣告解散。

### 行憲後─中華民國總統府
1946年中华民国中央政府还都南京，1947年行憲後，蔣中正就任中華民國總統，此地改为中华民国总统府。1948年5月改挂了木包金“总统府”三个大字，大门上的“国民政府”四字被周钟岳的手笔“总统府”取代。

### 中華人民共和國─江蘇省人民政府、博物館
1949年初，在第二次国共内战中面临失败的中華民國政府迁往广州。4月解放軍发动渡江战役，24日凌晨中國人民解放軍第三十五軍占领总统府。中华民国政府遗留的公房由二野和南京市级机关接管使用。1952年，预备以苏南行政区、苏北行政区、南京市重设江苏省。负责筹建工作的柯庆施与中共南京市委、南京军区政委唐亮协商，决定江苏省人民政府安置于原总统府。此后，此地一直是江苏省人民政府、中国人民政治协商会议江苏省委员会等政府机关的办公场所。1980年代开始，政府单位陆续迁出，1982年以太平天国天王府遗址名义成为全国重点保护文物，1998年在总统府旧址上筹建南京中国近代史遗址博物馆，2003年对外开放。2004年被评为国家4A级旅游景区。
2005年4月27日，時任中國國民黨主席连战在访问中國大陆期间，到博物馆内的孙中山先生临时大总统办公室及蒋介石办公室等原址参观，并题字「和平奋斗救中国」。这是中國國民黨主席自1949年以来第一次返回南京总统府。
2023年3月28日，馬英九參訪南京總統府，成為中華民國政府遷台後首位返回南京總統府的卸任中華民國總統。

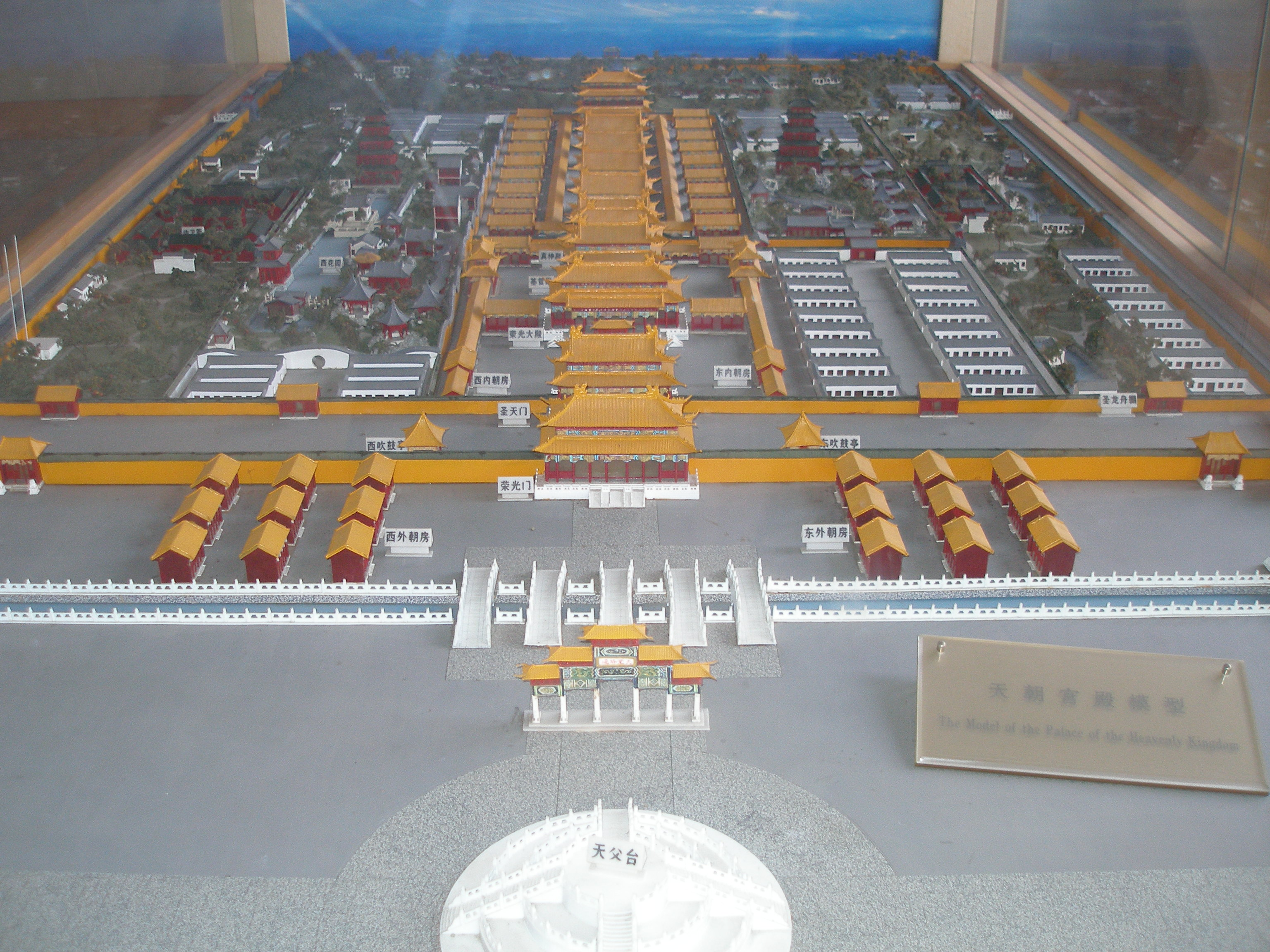
太平天國天王府復原模型
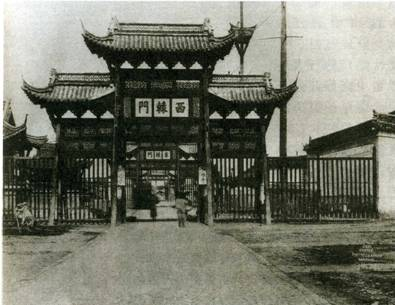
两江总督署西辕门
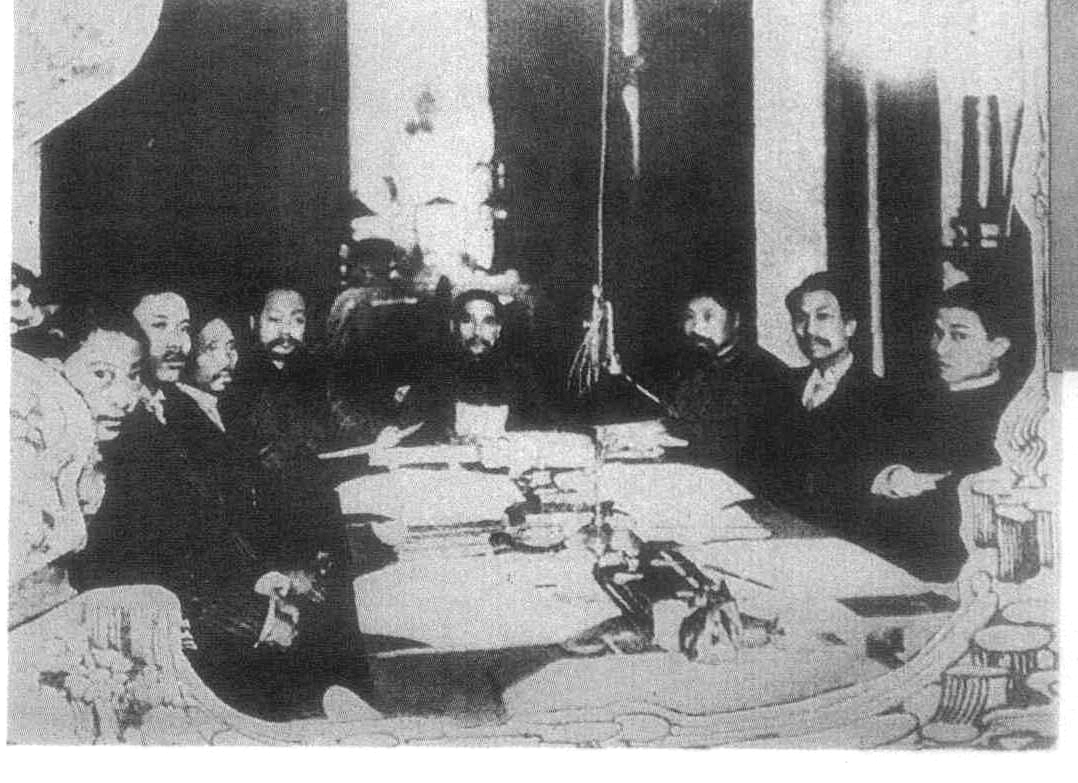
1912年1月，孙中山与中华民国临时政府各部长
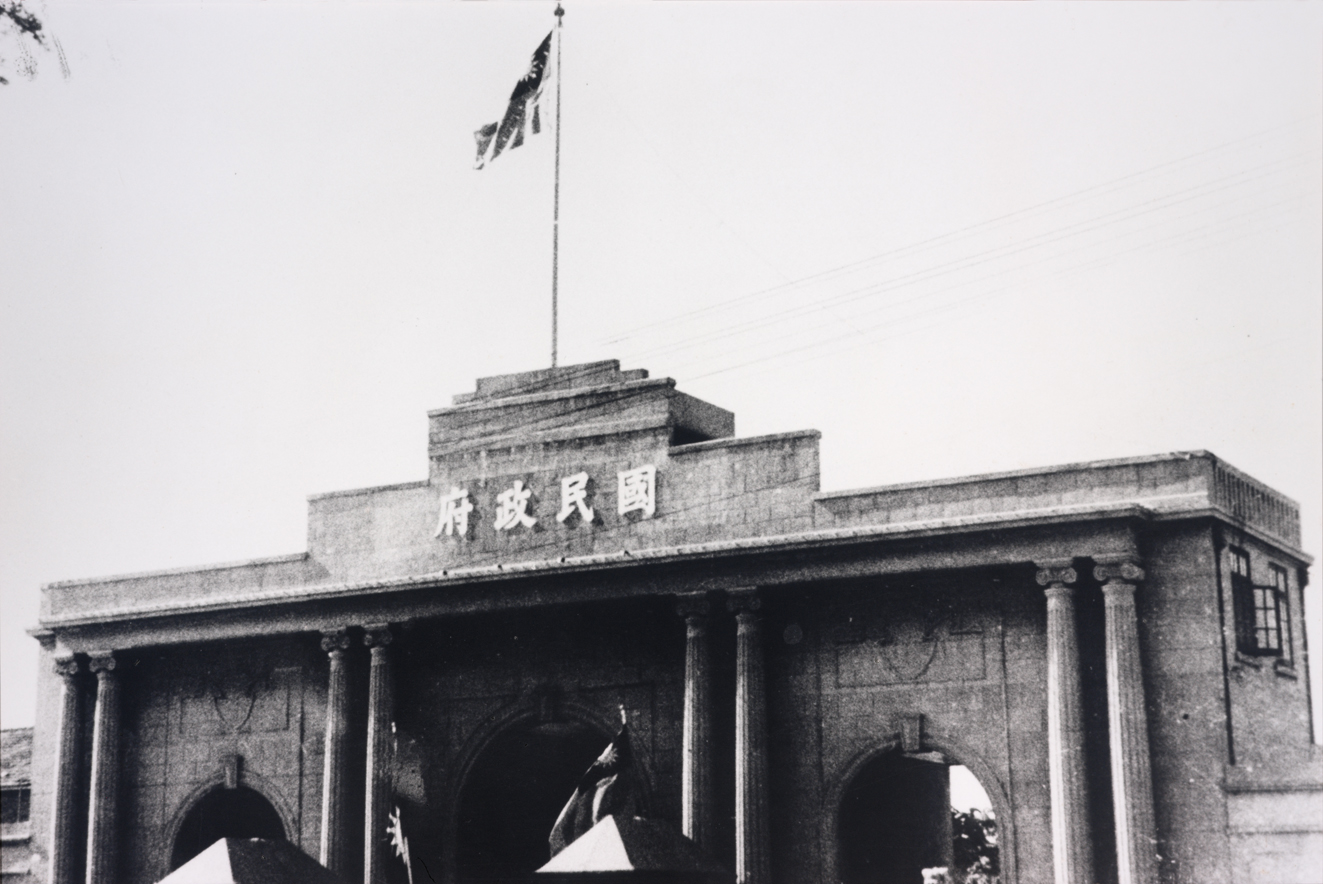
1927年成立的南京国民政府
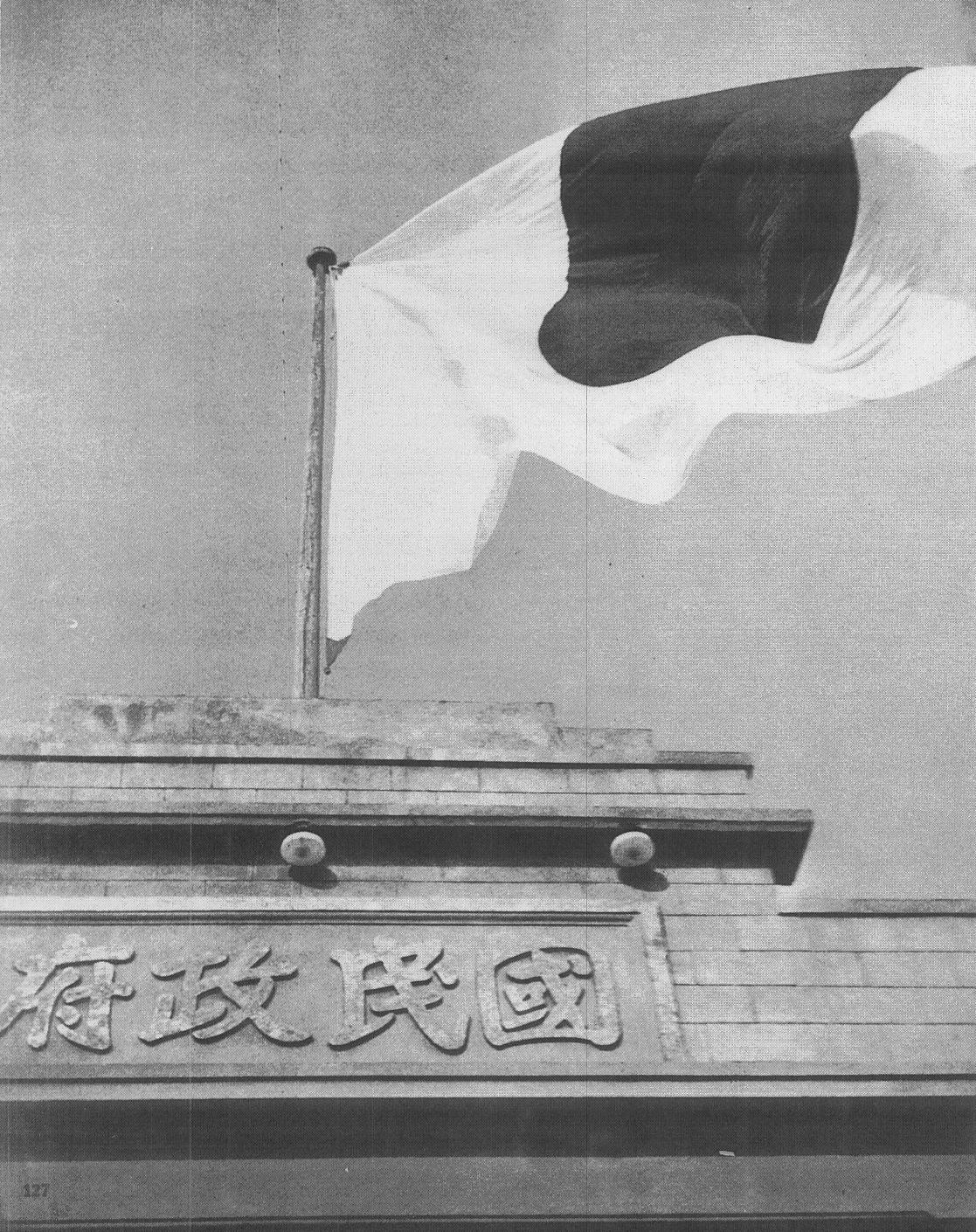
日軍佔領南京国民政府，懸掛著與大門不成比例巨幅日本國旗，此圖可見「國民政府」四字已改為譚延闓之弟譚澤闓手書
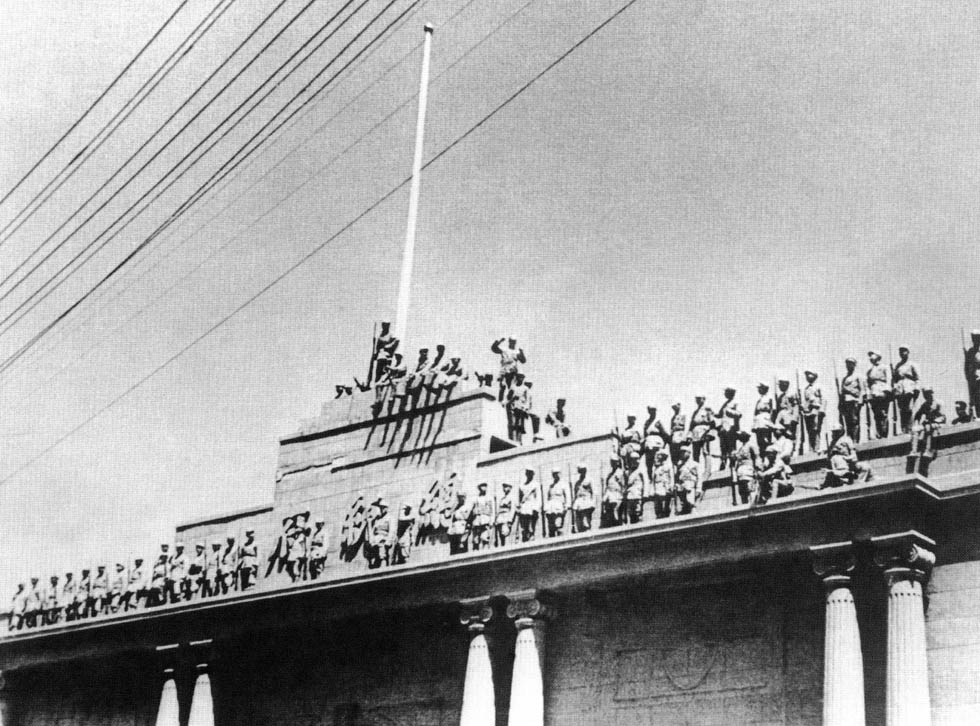
1949年中国人民解放军占领总统府
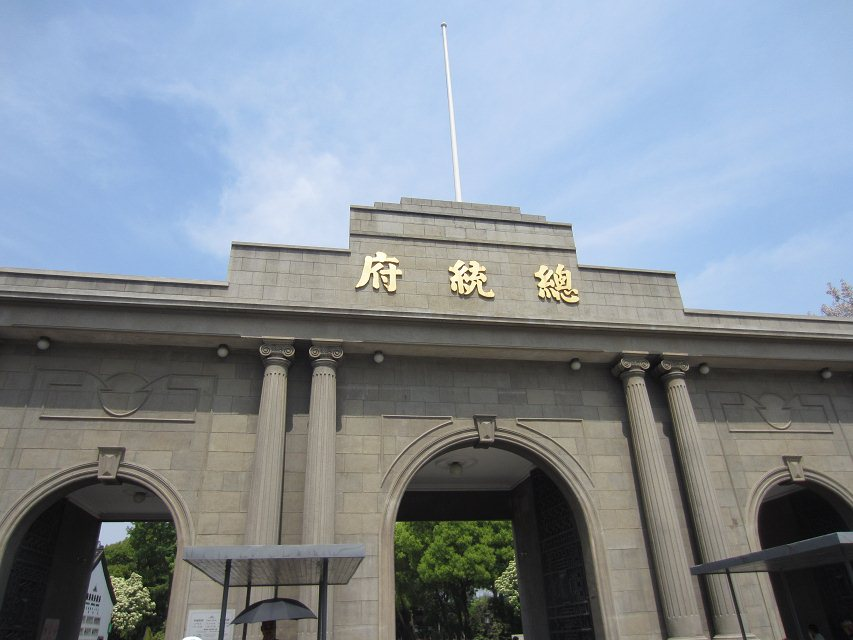
2014年，拍摄南京总统府

## 建築
南京总统府建筑群占地面积9万平方米，共分东、中、西三个区域，建筑中现在设有一系列展馆和史料陈列。中区主要是国民政府、总统府及所属机构，西区是孙中山临时大总统办公室、秘书处、西花园以及参谋本部等，东区主要是行政院旧址、马厩和东花园。

### 中軸線
從門樓開始依序為大堂、二堂、八字廳、會客廳、麒麟門、政務局樓、子超樓。

#### 門樓
原址爲清兩江總督署轅門、太平天國真神榮光門。
現門樓建於1929年，屬新古典主義建築風格，山牆書有「總統府」三字，並有旗桿。雖然為西方建築風格，但仍融入中國傳統意象，如：從外看門樓是三個半圓拱門，由內看為三個方門，寓意「外圓內方」的施政理念，設計者為姚彬。

#### 大堂
為太平天國榮光大殿（金龍殿）原址，為中國式建築，正廳掛有孫文所書「天下為公」匾額。1912年1月1日孫文就職中華民國臨時大總統於此，但因天氣寒冷而移至後方西暖閣舉行。後方有穿堂與二堂連接。

##### 二堂
原太平天國建築，中式建築。中華民國時期為遞交國書、儀節、舉行會談之場所。雖內部為中式建築，但北牆門外為西式門廊。

##### 子超樓
為國民政府文官處文書局辦公樓。1936年正式啟用，現代建築形式，虞炳烈設計。以時任國民政府主席林森之字「子超」命名。1937年日軍侵佔南京後為日軍第16師團所使用。1938年成為中華民國維新政府行政院辦公樓。1940年成為汪精衛國民政府立法院、檢察院辦公樓。抗戰勝利還都南京後內設有正副總統辦公室、林森主席辦公室等。門前種有兩棵雪松寓意「林」字，後方子超樓為中高兩側較低寓意「森」字，合為「林森」。

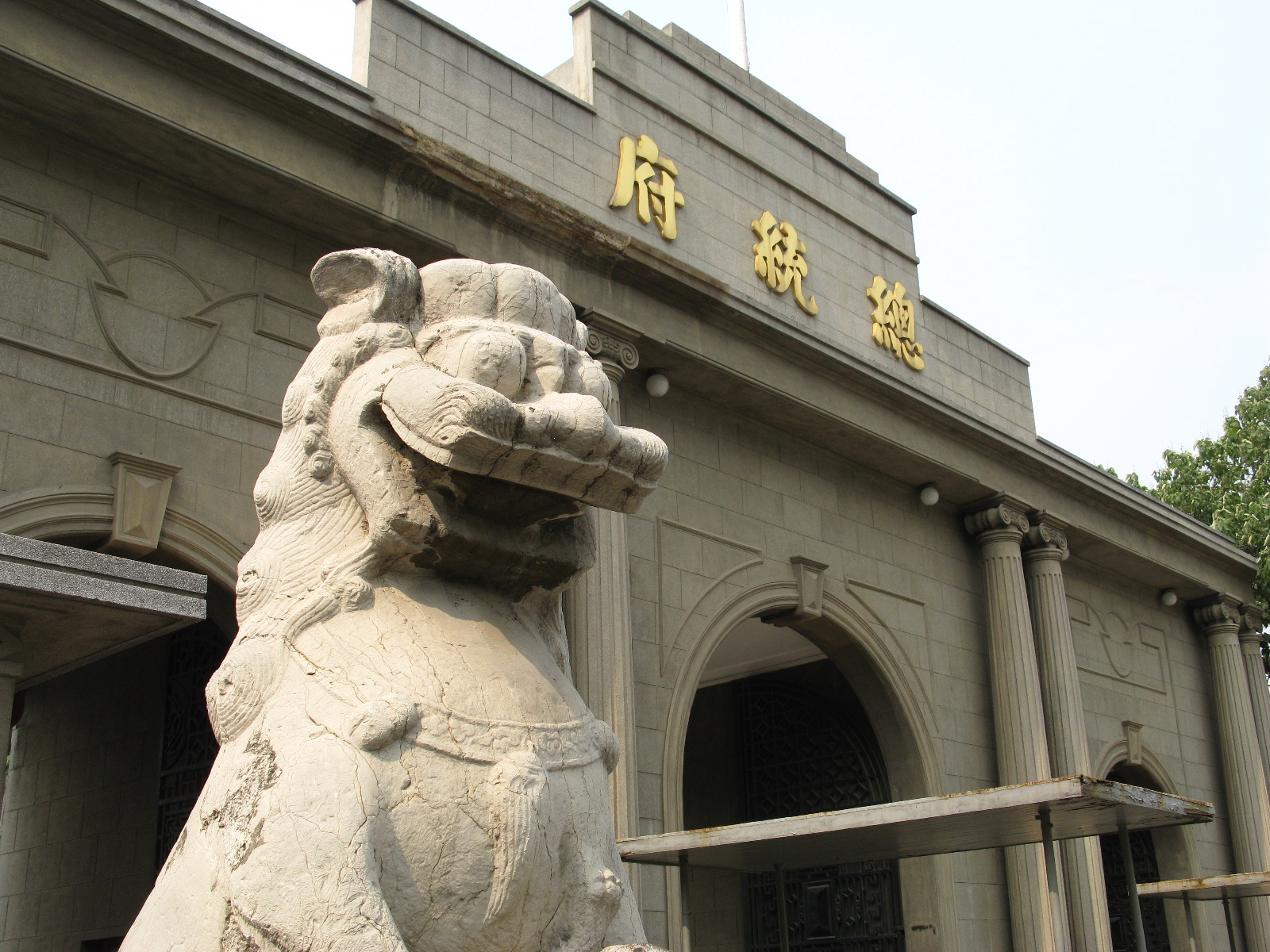
總統府門樓前設有石獅兩座
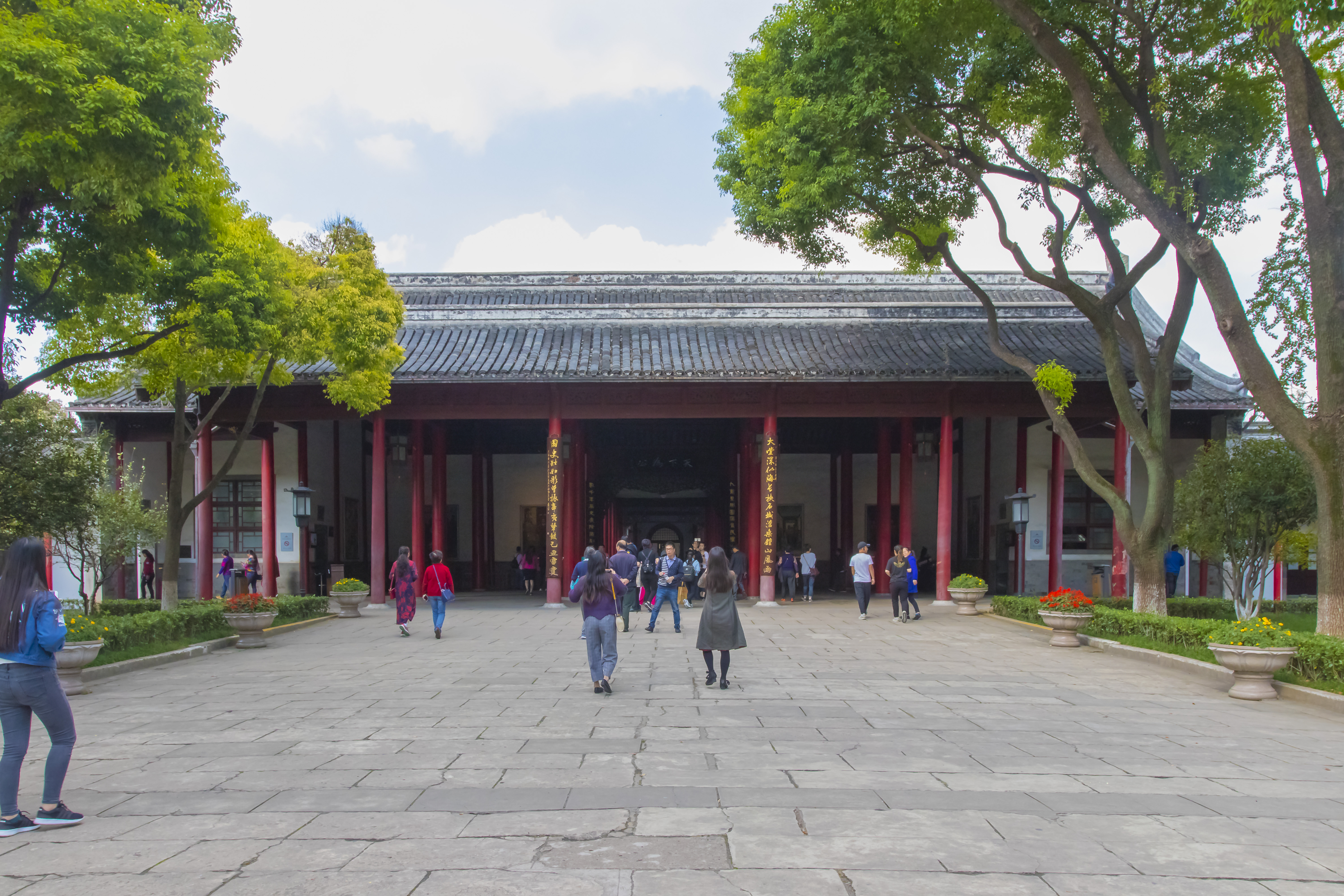
大堂外觀
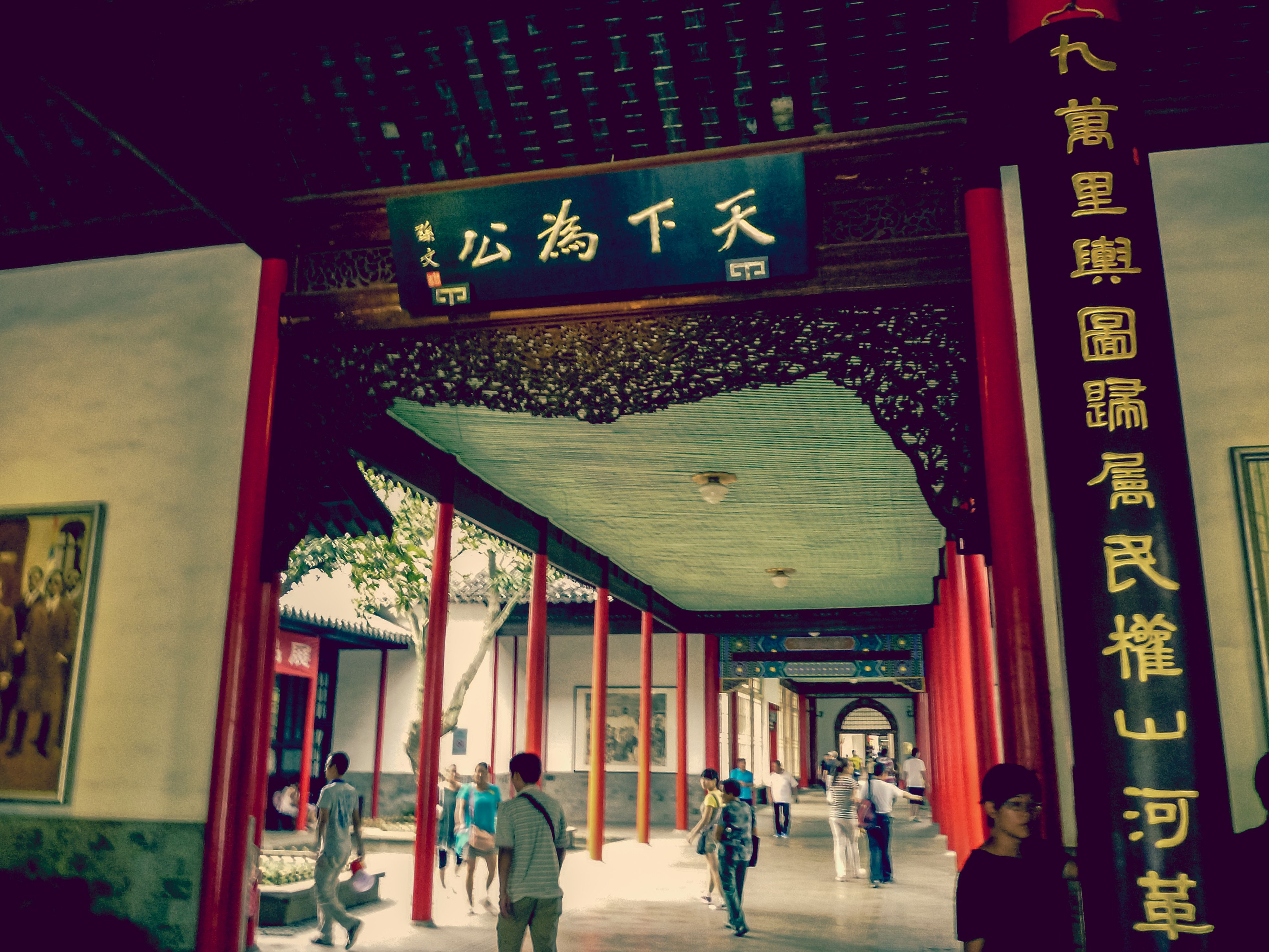
大堂孫文所書「天下為公」匾額
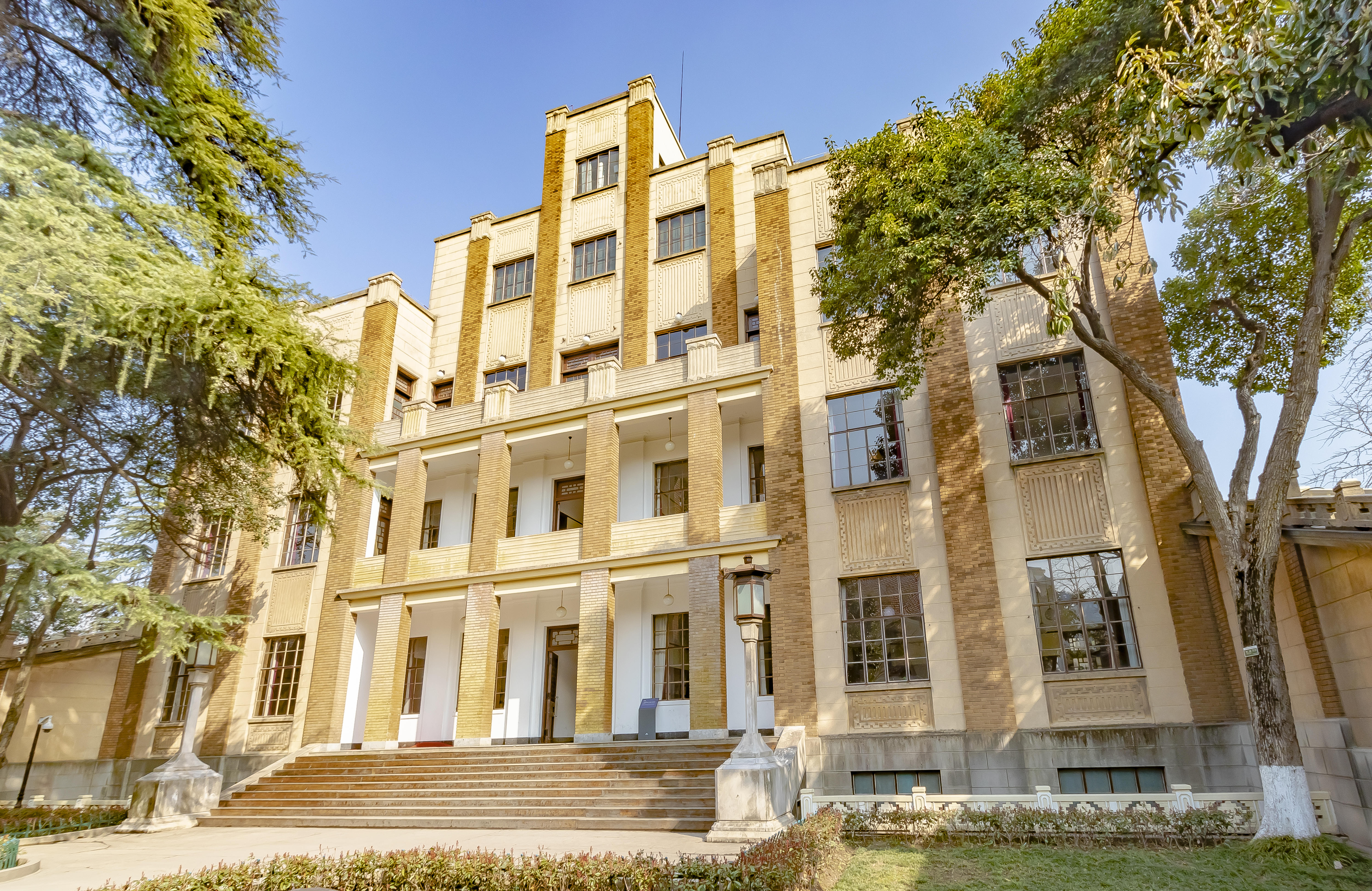
子超樓
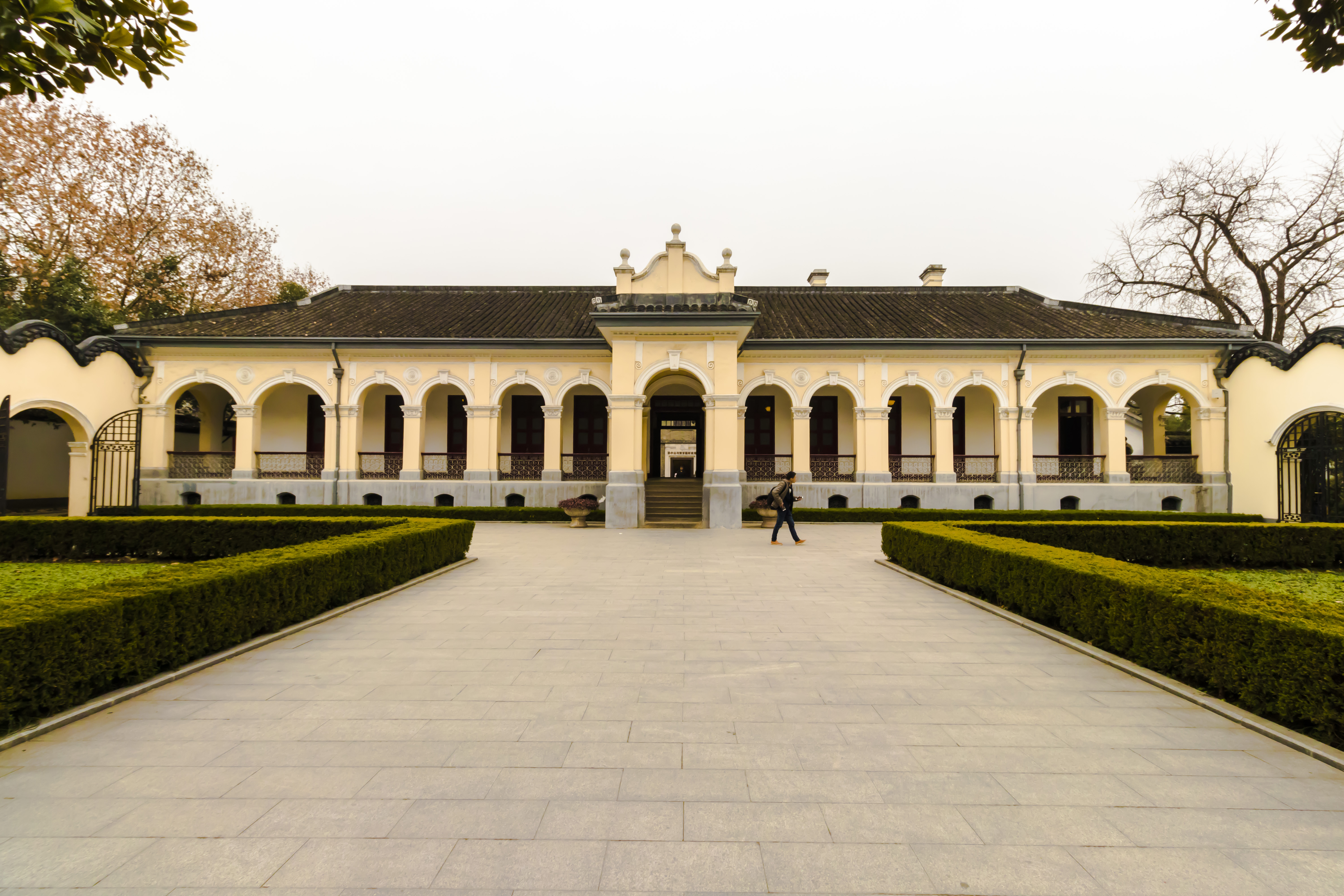
西花厅
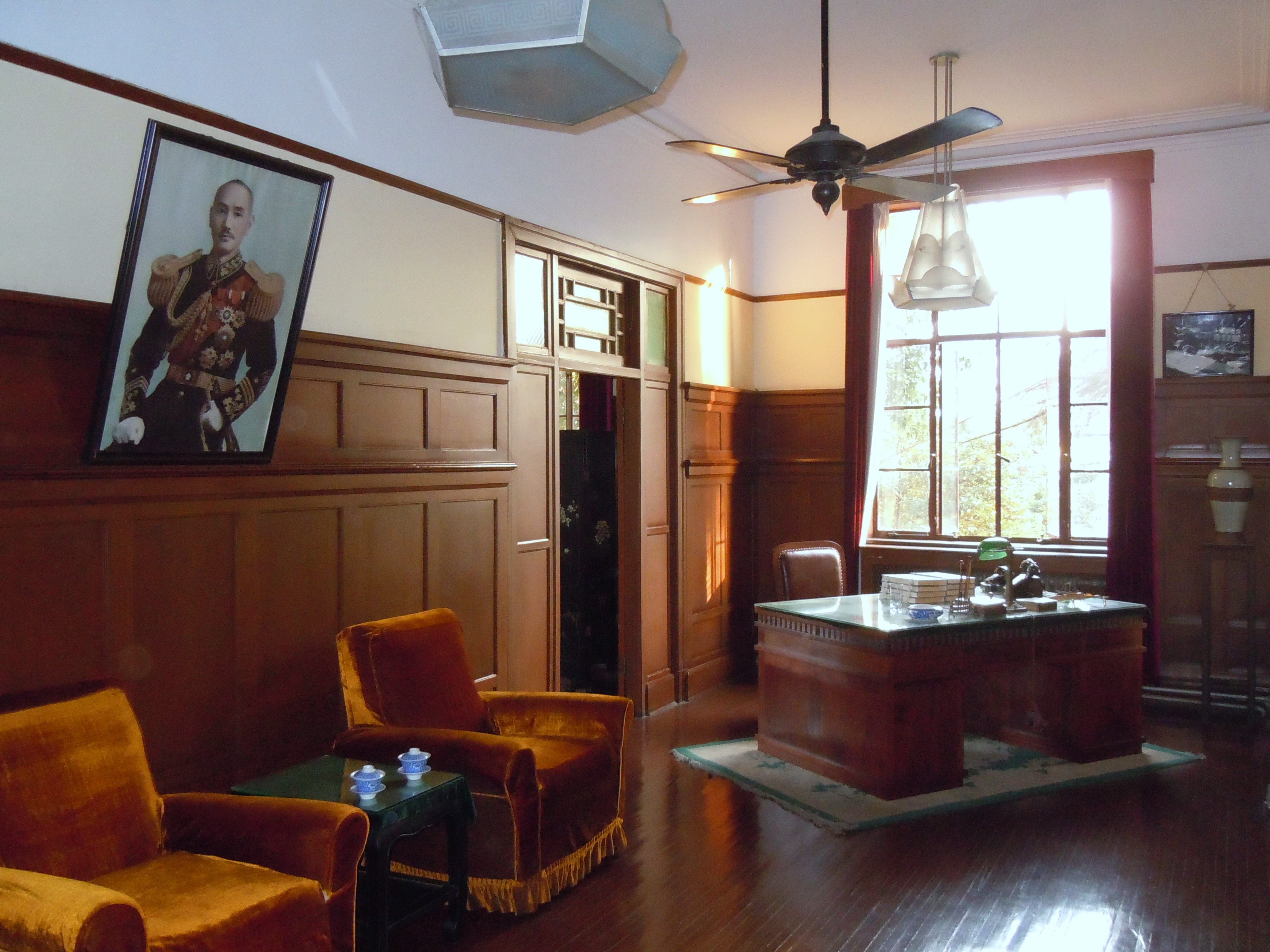
蔣中正總統辦公室
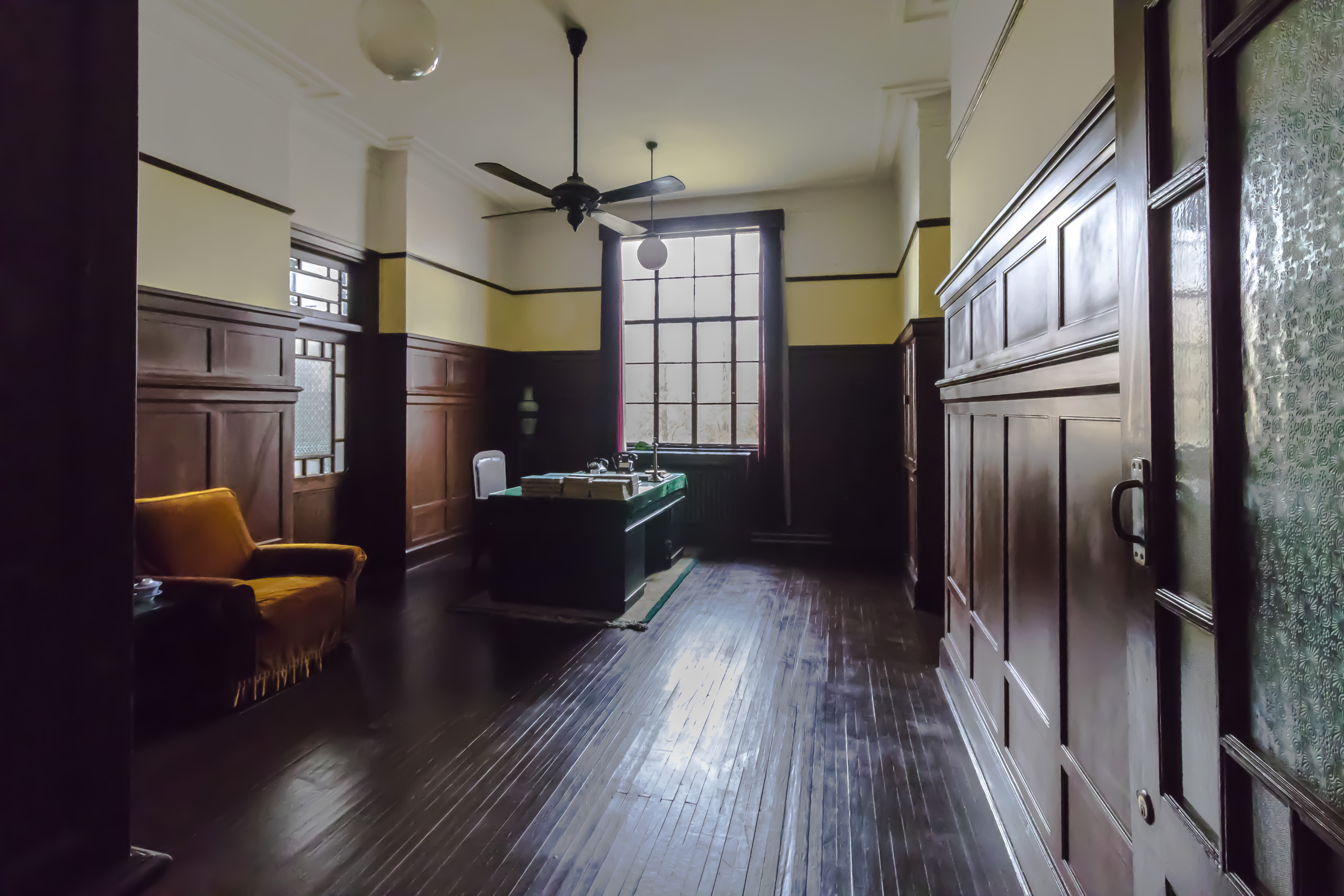
李宗仁副總統辦公室

## 交通

### 公交
| 总统府      | 总统府       | 总统府 | 总统府        | 总统府                             |
| 编号        | 路线         | 路线   | 路线          | 备注                               |
| ----------- | ------------ | ------ | ------------- | ---------------------------------- |
| B17祭扫专线 | 雨花台南大门 | ⇆      | 岱山公墓      | 仅清明节前的双休日及清明节期间运行 |
| 9           | 宁工新寓     | ⇆      | 总统府        |                                    |
| 29          | 杨庄         | ⇆      | 长江路·估衣廊 |                                    |
| 29高峰巴士  | 杨庄         | ⇆      | 总统府        |                                    |
| 44          | 宁双路东     | ⇆      | 兰园          |                                    |
| 65          | 宁工新寓     | ⇆      | 双桥门东      |                                    |
| 95          | 南堡公园西   | ⇆      | 总统府        |                                    |
| 304         | 雨花台南大门 | ⇆      | 西家大塘      | 部分班次绕经峨眉路                 |

### 地铁
█ 2号线、 █ 3号线大行宫站5出口，沿太平北路右转长江路，即可到达。

### 铁路（1909年—1958年）

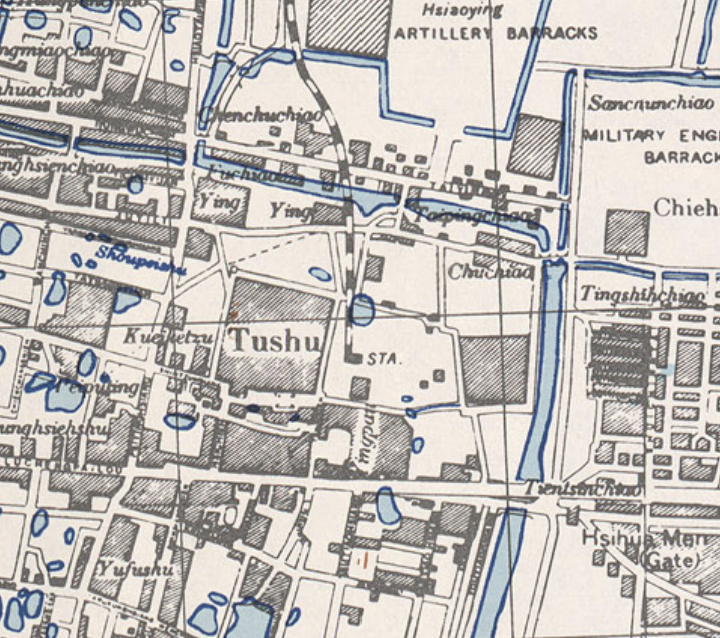
1927年，督署站（STA.）位于两江总督署（Tushu）东侧

1909年通车的宁省铁路在两江总督署东侧设督署站，后来改名为国民政府站、国府站、长江路站等名称。1958年，此站连同宁省铁路一起被拆除。

## 外部連結
- 南京中國近代史遺址博物館（页面存档备份，存于）
- 总统府 - 南京民国建筑网